# Noruega en los Juegos Olímpicos de Sankt Moritz 1928
Noruega estuvo representada en los Juegos Olímpicos de Sankt Moritz 1928 por un total de 25 deportistas que compitieron en 5 deportes.  
El portador de la bandera en la ceremonia de apertura fue el esquiador de patrulla militar Ole Reistad.

## Medallistas
El equipo olímpico noruego obtuvo las siguientes medallas:
| Nombre               | Deporte               | Competición        |
| -------------------- | --------------------- | ------------------ |
| Oro                  |                       |                    |
| Johan Grøttumsbråten | Combinada nórdica     | Individual M       |
| Johan Grøttumsbråten | Esquí de fondo        | 18 km M            |
| Sonja Henie          | Patinaje artístico    | Individual F       |
| Bernt Evensen        | Patinaje de velocidad | 500 m M            |
| Ivar Ballangrud      | Patinaje de velocidad | 5000 m M           |
| Alf Andersen         | Saltos en esquí       | Trampolín normal M |
| Plata                |                       |                    |
| Hans Vinjarengen     | Combinada nórdica     | Individual M       |
| Ole Hegge            | Esquí de fondo        | 18 km M            |
| Bernt Evensen        | Patinaje de velocidad | 1500 m M           |
| Sigmund Ruud         | Saltos en esquí       | Trampolín normal M |
| Bronce               |                       |                    |
| Jon Snersrud         | Combinada nórdica     | Individual M       |
| Reidar Ødegaard      | Esquí de fondo        | 18 km M            |
| Roald Larsen         | Patinaje de velocidad | 500 m M            |
| Ivar Ballangrud      | Patinaje de velocidad | 1500 m M           |
| Bernt Evensen        | Patinaje de velocidad | 5000 m M           |